# Бромат таллия(I)
Бромат таллия(I) — неорганическое соединение, соль металла таллия и бромноватой кислоты с формулой TlBrO3, бесцветные кристаллы, плохо растворимые в воде.

## Получение
- Обменная реакция разбавленных растворов сульфата таллия(I) и бромата бария:

{\displaystyle {\mathsf {Tl_{2}SO_{4}+Ba(BrO_{3})_{2}\ {\xrightarrow {}}\ 2TlBrO_{3}+BaSO_{4}\downarrow }}}

## Физические свойства
Бромат таллия(I) образует бесцветные кристаллы, плохо растворимые в воде.